# Hideo Sawada
Hideo Sawada (澤田 秀雄?, Sawada Hideo; 4 febbraio 1951) è un imprenditore giapponese, fondatore di H.I.S., una delle più importanti travel company del Giappone.
È anche autore del libro Entrepreneurial Adventures Started With Two Desks and One Telephone.
Nato ad Osaka nel 1951, dopo essersi laureato all'Università si reca per un periodo di studio estero nella ex Germania Ovest dal 1973 al 1976. Mentre studia lavora partime come guida per gli uomini d'affare giapponesi in visita in Germania.
Tornato in Giappone, dopo aver abbandonato il progetto di una società di import-export di pellicce, nel 1980 fonda a Shinjuku la società di viaggi con l'intento di rivoluzionare il settore dei viaggi in Giappone e in poco tempo diviene un punto di riferimento per la biglietteria aerea a basso costo e il pioniere del discount-travel in Giappone. Nel 1990 la società cambia nome in Highest International Standards. Nel 1995 acquista la catena di alberghi australiana The Watemark e qualche anno dopo la Compagnia aerea Skymark Airlines inc. Nel 2010 è nominato presidente del Parco a tema Huis Ten Bosch a Nagasaki che da una situazione di deficit in poco più che sei mesi è tornato in utile.

## Libri
- 「思う、動く、叶う」（1999年、サンマーク出版）
- 「HIS 机二つ、電話一本からの冒険」, Entrepreneurial Adventures Started With Two Desks and One Telephone, （2005年、日本経済新聞出版社）
- 「運をつかむ技術」（2012年、小学館出版）